# Kyōichi Katayama
Kyōichi Katayama (jap. 片山 恭一, Katayama Kyōichi; * 5. Januar 1959 in Uwajima) ist ein japanischer Schriftsteller.
Katayama hat einen Abschluss der Universität Kyūshū. Sein Debüt als Schriftsteller hatte er 1986 mit Kehai. Seit dem großen Erfolg seines Buches Das Gewicht des Glücks widmet er sich ganz der Schriftstellerei. Das Buch wurde von Thomas Eggenberg ins Deutsche übersetzt.

## Werke
- Kehai (気配, 1986)
- Kimi no Shiranai Tokoro de Sekai wa Ugoku (きみの知らないところで世界は動く, 1995)
- John Lennon o Shinjiruna (ジョン・レノンを信じるな, Jon Renon o Shinjiruna, 1997)
- DNA Makenai Kokoro (DNAに負けない心, 2000)
- Sekai no Chūshin de, Ai o Sakebu  (世界の中心で、愛をさけぶ, 2001)
  - dt. Das Gewicht des Glücks. Goldmann 2007, ISBN 978-3-442-46061-8
- Sora no Lens (空のレンズ, Sora no Renzu, 2003)
- Moshimo Watashi ga, Soko ni Irunaraba (もしも私が、そこにいるならば, 2003)
- Ame no Hi no Iruka-tachi wa (雨の日のイルカたちは)

| Personendaten    | Personendaten              |
| ---------------- | -------------------------- |
| NAME             | Katayama, Kyōichi          |
| ALTERNATIVNAMEN  | 片山 恭一 (japanisch)      |
| KURZBESCHREIBUNG | japanischer Schriftsteller |
| GEBURTSDATUM     | 5. Januar 1959             |
| GEBURTSORT       | Uwajima                    |